# Xã Ewoldt, Quận Carroll, Iowa
Xã Ewoldt (tiếng Anh: Ewoldt Township) là một xã thuộc quận Carroll, tiểu bang Iowa, Hoa Kỳ. Năm 2010, dân số của xã này là 229 người.